# Л’Иль-д’Або
Л'Иль-д'Або (фр. L'Isle-d'Abeau) — коммуна во Франции, находится в регионе Рона — Альпы. Департамент коммуны — Изер. Входит в состав кантона Л’Иль-д’Або. Округ коммуны — Ла-Тур-дю-Пен.
Код INSEE коммуны — 38193. Население коммуны на 2012 год составляло 15944 человека. Населённый пункт находится на высоте от  до  метров над уровнем моря. Муниципалитет расположен на расстоянии около 440 км юго-восточнее Парижа, 65 км восточнее Лиона, 50 км севернее Гренобля. Мэр коммуны — Joël Grisollet, мандат действует на протяжении  гг.
В коммуне располагается штаб-квартира одной из крупнейших компаний по производству цемента — Vicat.
Динамика населения (INSEE):